# Latour-de-France
Latour-de-France (in occitano Triniac, in catalano La Tor de França o Triniac) è un comune francese di 1 078 abitanti situato nel dipartimento dei Pirenei Orientali nella regione dell'Occitania.

## Società

### Evoluzione demografica
Abitanti censiti